# 甘井站
甘井站是一个侯西线上的铁路车站，位于陕西省渭南市合阳县甘井镇，建于1971年，目前为四等站，邮政编码为715308。目前客运：办理旅客乘降；行李、包裹托运；货运：办理整车、零担货物发到；危险货物仅办理农药、化肥发到。